# Louis Christiaan Kalff

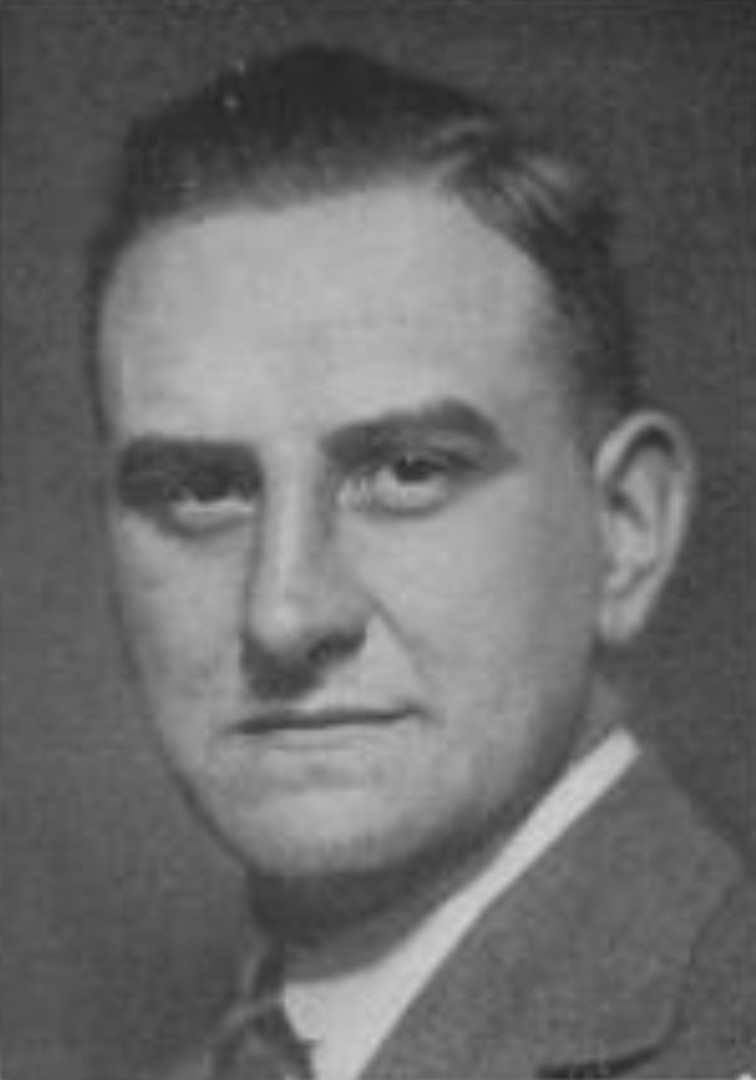
L.C. Kalff

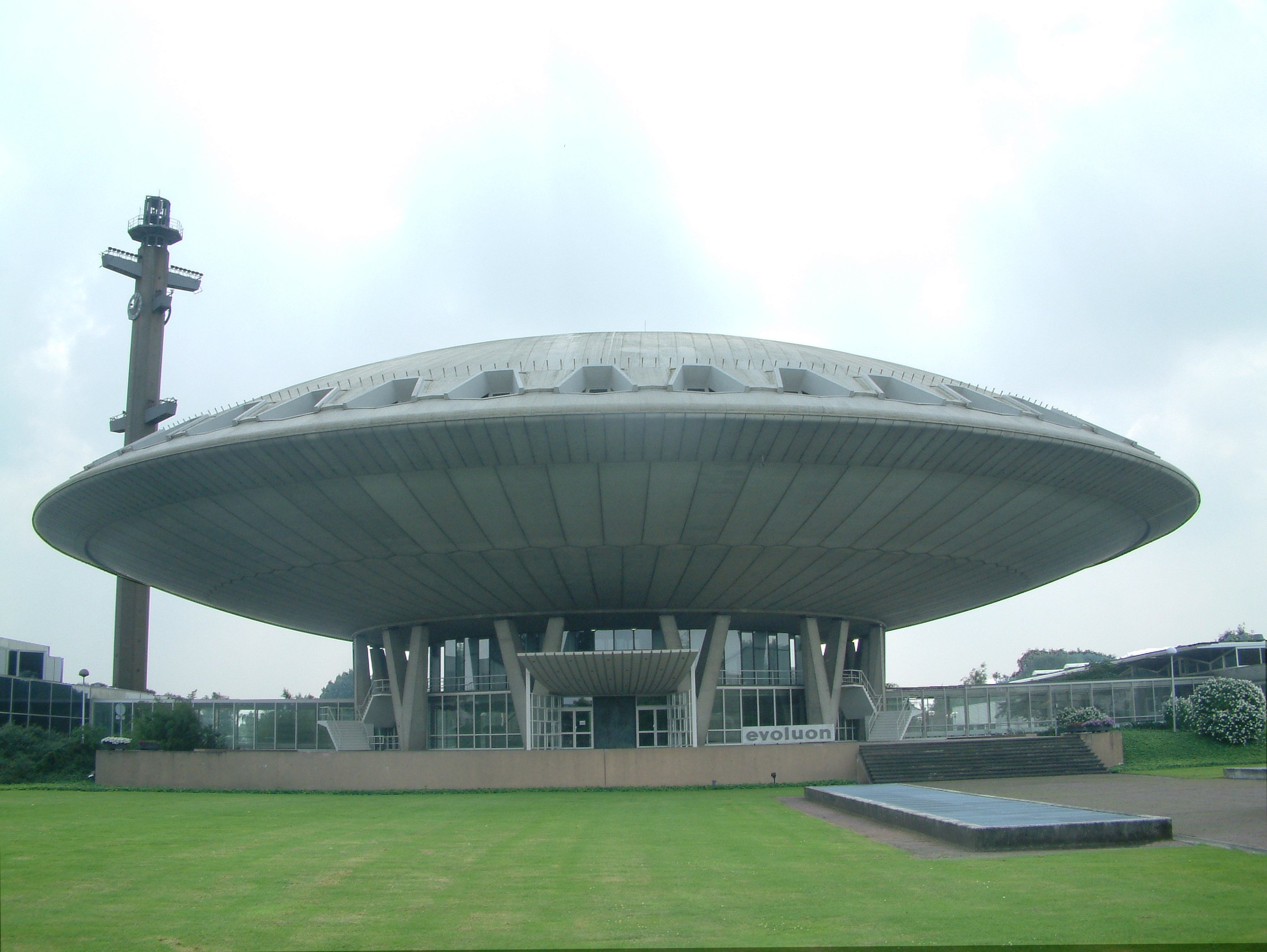
Evoluon, Entwurf von Louis Kalff und Leo de Bever

Louis Christiaan Kalff (14. November 1897 in Amsterdam – 16. September 1976 in Waalre) war ein niederländischer Designer. Nach dem Abschluss der Höheren Bürgerschule studierte Kalff an der Quellinusschule in Amsterdam (der heutigen Gerrit Rietveld Academie) und an der Technischen Hochschule Delft.
Zwischen 1925 und 1926 entwarf Kalff gemeinsam mit Jan Hanrath das Gebäude der Delfter Studenten-Rudervereinigung D.S.R.V. Laga im Stil der Amsterdamer Schule.
1925 begann Kalff seine Tätigkeit in der Werbeabteilung von Philips. Unter seiner Leitung wurde 1929 das Lichtadviesbureau (dt.: Lichtberatungsbüro, LIBU) eingerichtet. Er gestaltete die Bildmarke von Philips sowie einige Geräte aus Bakelit und nahm an den Weltausstellungen in Barcelona, Antwerpen, Brüssel und Paris teil. Daneben entwarf er freiberuflich Plakate und Werbedruckstücke für die Holland-America Line, die Firma Calvé, das Seebad Scheveningen und Holland Radio. Er gestaltete auch Bucheinbände.
Bei Philips arbeitete Kalff auch als Architekt an Objekten wie dem Dr. A.F. Philips Observatorium in Eindhoven (1937), dem Diamantenhof in Valkenswaard (1948) und einigen Landhäusern für Philips-Direktoren in Eindhoven und Waalre.
Auch nach dem Zweiten Weltkrieg war Kalff bei Philips als Produktdesigner tätig. Für den von Le Corbusier entworfenen Philips-Pavillon auf der Expo 58 in Brüssel konzipierte er die multimediale Ausstellung Le Poème Électronique mit Musik der Komponisten Edgard Varèse und Iannis Xenakis. Nach seiner Pensionierung 1960 blieb er dem Unternehmen als Berater und Architekt verbunden. 1961 wurde er noch mit der Bauleitung des Evoluon beauftragt.

## Veröffentlichungen
- Kunstlicht und Architektur. Philips, Eindhoven 1943